# Thomasomys ladewi
Thomasomys ladewi es una especie de roedor de la familia Cricetidae.

## Distribución geográfica
Se encuentra en Bolivia. 